# Knorkator
Knorkator es un grupo alemán de rock originario de Berlín. Se definen a sí mismos como “el grupo más alemán del mundo” (alemán: “Deutschlands meiste Band der Welt”), esto debido a que el lema de “el mejor grupo del mundo” ya había sido tomado por Die Ärzte. El nombre “Knorkator” es una personificación del término “knorke”, un antiguo adjetivo usado en Berlín y el Ruhr para referirse a algo “grandioso” o “fabuloso”. Los textos en la obra de Knorkator mezclan casi siempre la sátira con una excesiva vulgaridad. El efecto humorístico lo obtienen combinando melodías patéticas, de ritmos duros y aparente seriedad, con textos absurdos. La mayoría de sus letras están escritas en alemán, aunque también existen canciones en inglés, francés, tailandés o latín. El grupo además se caracteriza por su particular forma de realizar versiones de otros grupos.

## Carrera
El cantante Gero Ivers (alias “Stumpen”) y el músico Alexander Thomas (alias “Alf Ator”) se conocieron a fines de la década de 1980, mientras tocaban en el grupo Funkreich. Proyecto que luego se separaría debido a diferencias creativas.
Tanto Stumpen como Alf Ator tenían estudios musicales previos. El primero habiendo estudiado canto clásico, piano y violín, lo que explica su característico falsete y bien articulada vocalización. Mientras que Alf Ator se formó como músico clásico en el conservatorio Johann Wilhelm Hertel de Schwerin.
Ambos se embarcarían en nuevos proyectos hasta que, a mediados de la década de 1990, mientras Stumpen estaba en el grupo Beulshausen, fue contactado nuevamente por Alf Ator y J. Kirk Thiele, quienes se ofrecían como compositor y guitarrista respectivamente, para producir en conjunto un EP que finalmente fue lanzado en 1996 con el título de “A”. El guitarrista J. Kirk Thiele abandonaría el grupo poco tiempo después para unirse a Halmakenreuther.
En 1996, Knorkator fue llamado para actuar como número de apertura de la última gira de Rio Reiser. Sin un guitarrista, el grupo contactó a Buzz Dee, quien anteriormente había trabajado con grupos como Monokel, De Buff Dicks, Keks, Lanz Bulldog, XL Baur y MCB, entre otras.
Luego, en 1997, el grupo es descubierta por el músico y productor chileno Rodrigo González, miembro de Die Ärzte, quien los invita a firmar con su sello Rodrec para producir su primer álbum de estudio "The Schlechtst of Knorkator" ("Lo peor de Knorkator").
Gracias a esto, Knorkator gana una serie de competiciones juveniles en Berlín y Brandeburgo y su canción Böse se convierte en un éxito entre la escena metalera del área.
Después firmaron con Mercury Records en 2000, con quienes lanzaron dos álbumes de estudios: "Hasenchartbreaker" (juego de palabras entre "Hasencharte", labio leporino y "Chartbreaker" o superventas) y "A Tribute to uns selbst" ("Tributo a nosotros mismos"). Para la gira promocional de estos álbumes contrataron al baterista Chrisch Chrasch, un antiguo conocido de Stumpen y Buzz Dee.
El grupo ganó notoriedad en toda Alemania tras participar con la canción "Ick wer zun Schwein" ("Me convierto en cerdo") en el preliminar alemán para la competición de Eurovisión. Tras su presentación, el medio sensacionalista y conservador alemán Bild tituló: “¿Quién permitió a estos locos en la televisión?”.
En los años posteriores, Knorkator ya comenzaba a tocar en distintas partes de Alemania mientras que en paralelo formaban el proyecto High Mud Leader (un juego de palabras basado en el término "Heimatlieder", que se traduce como “canciones populares”). Proyecto con el cual lanzan un disco homónimo que contenía particulares versiones y parodias de canciones muy conocidas en Alemania.
En 2003 lanzaron el disco "Ich Hasse Music" ("Odio la música") en una cooperación entre las compañías Vielklang y Sanctuary Records. La gira posterior trajo consigo un nuevo cambió de formación: el baterista Chrisch Crasch fue sustituido por Nick Aragua (de The Skeptics) y Tim Buktu (de Depressive Age) ocuparía el puesto de bajista.
En 2005 lanzaron junto a Nuclear Blast el DVD "Zu alt" (“Demasiado viejo”), que recopilaba videoclips, parte de un concierto y un documental sobre la carrera de Knorkator.
Luego, en 2007 se lanzó el sexto álbum de estudio titulado "Das nächste Album aller Zeiten" (“El próximo álbum de todos los tiempos”), también junto a Nuclear Blast.
En 2008 el grupo anuncia que se tomaría una pausa de al menos dos años, lanzando un DVD de despedida titulado "Weg nach unten" (“Muy abajo”).
Aprovechando el receso, Alf Ator publicó en 2009 el libro “Die satanischen Achillesferse” (“El satánico Talón de Aquiles”) y en 2010 montaría la obra de teatro de un solo hombre “Das noch neuere Testament (Tipps und Tricks, um so zu weden wie ALF ATOR)” (“El aún más Nuevo Testamento, Consejos y trucos para ser como ALF ATOR”).
El 2 de noviembre de 2010, Stumpen anunció el fin al receso de Knorkator, concretándose con una serie de conciertos en 2011 bajo el concepto “77”, debido a que la duración de cada espectáculo duraba exactamente 77 minutos, cronometrados con un marcador en una pantalla ubicada en el escenario.
Ese mismo año lanzan su álbum más exitoso hasta el momento, “Es werde nicht” (“No va a ser”) y al término de la gira asociada, el baterista Nicolaj Gogow dejaría el grupo para unirse a Pothead. En su reemplazo llegaría Sebastian Meyer.
El 17 de enero de 2014 fue lanzado el álbum “We Want Mohr”. Al finalizar la gira promocional, Nicolaj Gogow fue anunciado nuevamente como baterista.
El 16 de septiembre de 2016 lanzan su álbum "Ich bin der Boss" ("Yo soy el jefe") y el 13 de septiembre de 2019 sale a la venta el álbum más reciente "Widerstand ist zwecklos" ("La resistencia es inútil").

## Conciertos
En sus primer 15 años Knorkator han realizado unos 700 conciertos. Ha tocado en festivales como Wacken Open Air, With Full Force, Highfield-Festival, Woodstage, Summer Breeze Open Air o el Bizarre-Fetsival.
Su popularidad aumentó tras actuar como teloneros de Marilyn Manson o de la Bloodhound Gang.
También han actuado fuera de Alemania, en Francia, en el festival Fury in Le Mans, en Polonia (Kostrzyn), en el festival más grande de Europa Haltestelle Woodstock o en la Canadian Music Week de Canadá.
Sus conciertos buscan la provocación, llegando a utilizar escobillas y tapaderas de váter como instrumentos musicales o, como en la Popkomm 2006, mujeres desnudas como caballetes para los teclados.
En la gira de 2011, su lema, «77», se debió a la duración de 77 minutos de cada concierto.

## Polémicas y acusaciones de racismo
Knorkator planeaba salir de gira durante la primavera de 2014 presentando su recién lanzado disco "We Want Mohr". El nombre del disco es un juego de palabras donde se reemplazaba la palabra inglesa "more" (más) por la palabra alemana "mohr", un término fechado para los negros que hoy en día solo se usa en un contexto histórico o literario. La gira fue presentada por un póster donde aparecían los integrantes del grupo (de etnia blanca) dentro de una olla grande sobre fuego y una persona negra con huesos en el pelo y un cuchillo en la mano al lado. Dicho concepto era una recreación de una escena del libro infantil Struwwelpeter del siglo XIX. Todo esto generó rabia e indignación entre blogs y organizaciones antirracistas en Alemania. Integrantes de la iniciativa Schwarze Menschen, que representa a las personas de etnia negra en Alemania cargaron duaremnte contra Knorkator diciendo que el póster era racista, irreflexivo y degradante. En respuesta, el cantante Gero Ivers declaró estar “sorprendido y decepcionado”, argumentando que “el motivo fue mal interpretado” y “no visto en su contexto”, debido a que todo se trata de una recreación de una escena del libro infantil “Struwwelpeter” (conocido en Hispanoamérica como “Pedro Melenas”, “Pedro El Desgreñado” o “El Despeluzado”).

## Videos musicales
Los videos musicales suelen ser exagerados y cómicos, por ejemplo en Alter Mann, se muestra a un grupo de ancianos (mismos que aparecen en la portada del álbum original de donde aparece) contando historias de sus amigos para después ir al cielo. En Wir Werden, se muestra a unos topos que mueren al caerse y una niña que canta felizmente mientras ve a una planta en el desierto. en Liebeslied (cuyo título original es www.einliebeslied.com) se muestran escenas del popular crossover de videojuegos Kingdom Hearts

## Miembros

### Formación actual
- Stumpen - cantante principal
- Alf Ator - teclado, voz grave, gutural
- Buzz Dee - guitarra (desde 1996)
- Nick Aragua - batería (2003 - 2012, desde 2014)
- Rajko Gohlke - bajo (desde 2010)

### Antiguos integrantes
- J. Kirk Thiele - guitarra (hasta 1996)
- Thomas Goersch - batería (hasta 1998)
- Chrish Chrash - batería (1998 - 2003)
- Tim Buktu - bajo (2003 - 2008)
- Sebhead Emm - batería (2013 - 2014)
- Jen Majura - guitarra (en vivo) (2015)

## Discografía

#### Álbumes de estudio
- 1997: The Schlechtst of Knorkator
- 1999: Hasenchartbreaker
- 2000: Tribute to uns selbst
- 2003: Ich hasse Musik
- 2007: Das nächste Album aller Zeiten
- 2011: Es werde Nicht
- 2014: We Want Mohr
- 2016: Ich bin der Boss
- 2019: Widerstand ist zwecklos
- 2022: Sieg der Vernunft

#### Álbumes en vivo
- 2005: Zu alt
- 2008: Weg nach unten
- 2015: Knorkatourette

#### Recopilatorios
- 2010: Mein Leben als Single
- 2012: Weltuntergang! Alles muss Raus!

#### Sencillos y EP
- 1995: A
- 1998: Böse. Klartext. Weihnachtsschimpfe.
- 1999: Weg nach unten
- 1999: Der Buchstabe
- 2000: Ich lass mich Klonen
- 2000: Ick wer zun Schwein
- 2000: Komm wieder her
- 2003: Der Ultimative Mann
- 2005: Wir werden
- 2007: www.einliebeslied.com (Anton Zylinder ft. Knorkator)
- 2008: Kinderlied
- 2010: Tobias Lützenkirchen trifft Knorkator - IHM
- 2016: Wenn die Kinder artig sind
- 2016: Zähneputzen, Pullern und ab ins Bett

#### Otros
- 2002: Die 1. (como High Mud Leader)

## Libros
- Knorkator: Des Wurzels Zweig. Eulenspiegel, Berlín 2002, ISBN 3-359-01448-0.
- Knorkator: Am Anfang war das Am. Eulenspiegel, Berlín 2004, ISBN 3-359-01609-2.
- Alf Ator: Die satanischen Achillesferse. Eulenspiegel, Berlín 2008, ISBN 978-3-359-02200-8.
- Alf Ator: The Best of fast allen Comics. Eulenspiegel, Berlín 2011, ISBN 978-3-359-02316-6.
- Alf Ator: The noch Besteren of Alf Ator, COMICS. Eulenspiegel, Berlín 2015, ISBN 978-3-359-02460-6.